# Otto Albrecht Isbert
 (mars 2020).
Pour les articles homonymes, voir Isbert.
Otto Albrecht Isbert (né le 1er avril 1901 à Haguenau et mort le 23 février 1986 à Gengenbach en Allemagne) est un auteur et professeur de yoga allemand, fondateur de la Deutsche Yoga-Institut für Forschung, Lehre und Praxis e.V.

## Biographie
Otto Albrecht Isbert est le fils du général prussien Karl Isbert (1864-1946) et de Hedwig Körting (1873-1968), le neveu de Heimo Isbert (1898-1990), le cousin de Margot Benary-Isbert (1889-1979), et le neveu de August Isbert (1856-1950). Il se marie en 1928 et devient père de deux enfants, Christian Ehrenfried Isbert (1929-1986) et Andreas Isbert (1930-2018). Petit fils de Jakob Isbert (1808-1881).
Grandi avec fils Karl Isbert à Haguenau.
Il a grandi à Berlin et y a fréquenté une école primaire. Jusqu´en 1944, il jouait du violon dans un quintette.
Dans sa jeunesse il fait partie du mouvement Wandervogel.
Après ses études en ethnologie à Fribourg en Brisgau puis à Tübingen il s'intéresse à la théosophie et l'anthroposophie. En 1949, il apprend le yoga auprès d'une élève de Mary Wigman. Plus tard il publie sur cette pratique et à partir de 1959 il est connu comme professeur de yoga dans toute l'Allemagne.
Le 1er avril 1962, il fonde à Freudenstadt l'association Deutsche Yoga-Institut für Forschung, Lehre und Praxis e. V. (Institut pour la recherche, l'étude et la pratique du yoga) où il est actif jusqu'en 1974.
Il était membre de la Deutsche Gildenschaft. Il fut l'ami de Wladimir Lindenberg (1902-1997).